# Anolis gorgonae
Anolis gorgonae este o specie de șopârle din genul Anolis, familia Polychrotidae, descrisă de Barbour 1905. Conform Catalogue of Life specia Anolis gorgonae nu are subspecii cunoscute.